# 森井大輝
森井 大輝（もりい たいき、1980年7月9日 - ）は、日本のチェアスキーヤー。東京都出身。冬季パラリンピックのアルペンスキー競技にソルトレークシティパラリンピックより6大会連続出場している。現在、トヨタ自動車株式会社に勤務している。

## 経歴
4歳からスキーを始める。高校2年生のときに交通事故で脊髄を損傷。1998年の長野パラリンピックを病室で見て、チェアスキーを始める。東京都立あきる野学園養護学校を長野パラリンピックの金メダリスト、松江美季が訪問した際、「パラリンピックに出るためにはどうしたらいいですか?」と質問をしている。2002年のソルトレークシティパラリンピックでは回転、大回転で8位となった。2006年に富士通へ入社。
2006年のトリノパラリンピックでは男子座位大回転で銀メダル、2010年のバンクーバーパラリンピックでは男子座位滑降で銀メダル、男子座位スーパー大回転で銅メダルを獲得した。
2011-2012シーズンの障害者アルペンスキーワールドカップの男子座位で総合優勝を達成。2014年にトヨタ自動車に入社し、渉外部に所属。

## 主な記録
- 2002年ソルトレークシティパラリンピック
  - 回転：6位
  - 大回転：8位

- 2006年トリノパラリンピック
  - 大回転： 銀メダル
  - 回転：4位
  - スーパー大回転：6位
  - 滑降：9位

- 2010年バンクーバーパラリンピック
  - 滑降： 銀メダル
  - スーパー大回転： 銅メダル
  - スーパーコンビ：4位
  - 回転：7位
  - 大回転：7位

- 2014年ソチパラリンピック
  - スーパー大回転： 銀メダル

- 2018年平昌パラリンピック
  - アルペンスキー男子滑降（座位）： 銀メダル